# Limnoria tripunctata
Limnoria tripunctata is een pissebeddensoort uit de familie van de Limnoriidae. De wetenschappelijke naam van de soort werd in 1951 voor het eerst geldig gepubliceerd door Menzies.

## Verspreiding
Limnoria tripunctata is een kleine zee-houtborende pissebed. Het is een kosmopolitische soort, gevonden in warme wateren van de wereld, en het oorspronkelijke verspreidingsgebied is onbekend. Desondanks zijn geïntroduceerde populaties bekend uit Hawaï, de westkust van Noord-Amerika, het Verenigd Koninkrijk, Zuid-Afrika en Nieuw-Zeeland. Deze soort werd oorspronkelijk op één hoop gegooid met de boorpissebed (L. lignorum), een koudwatersoort op hoge breedtegraden, totdat ze werden gescheiden door Menzies (1957). Het boort in houten palen, kades, dokken en bootrompen en veroorzaakt economische schade aan geërodeerde oppervlakken.